# Azonos neműek házassága
Az azonos neműek házassága olyan házasság, amelyet két azonos nemű személy, tehát két nő vagy két férfi köt.
Az azonos neműek házasságának kérdése az elmúlt húsz évben heves vitát váltott ki a világ számos országában. Az azonos nemű párok jelenleg 38 országban köthetnek házasságot. További egy országban az azonos neműek ugyan nem köthetnek házasságot, de teljes értékű házasságnak ismerik el, amit azonos neműek külföldön kötnek.
Emellett több ország a bejegyzett (regisztrált) élettársi kapcsolat intézményén keresztül biztosít a házassághoz hasonló jogokat az azonos nemű párok számára. Ez vagy csak nevében különbözik a házasságtól (pl. Egyesült Királyság), vagy a házassághoz hasonló jogokat biztosít a feleknek, de mégsem teljesen azonos a házassággal (pl. Magyarország).
Ezen kívül több országban (például Izraelben) az azonos nemű párok de facto (pusztán tényhelyzeten alapuló, nem formális jogi aktussal létrejövő) együttélését (élettársi kapcsolatát) a különnemű párokéhoz hasonlóan elismerik, ám ez a házassághoz képest jóval kevesebb joggal, illetve kötelezettséggel jár.
Végül, egyes országok (pl. Lengyelország, Lettország, Litvánia, Magyarország, Szerbia, Uganda, Ukrajna) az alkotmányukban zárják ki az azonos nemű párok házasságának lehetőségét.

## Érvek és ellenérvek
Az azonos neműek házassága kapcsán kialakult vitákban általában két radikálisan eltérő álláspont bontakozik ki. Az alábbiakban röviden áttekintjük mindkét fél legfontosabb és legtöbbet hivatkozott érveit és ellenérveit.
Az ellenérvek egy része magának a homoszexuális kapcsolatnak az elítéléséből következik. Az ellenzők szerint a kereszténység és más vallások elítélik az azonos neműek közti szexuális kapcsolatot, így egy ilyen kapcsolatot magában foglaló házasság erkölcstelen, és ellentmond a vallási parancsoknak. Emellett a házasság hagyományosan csak a nő és férfi között köttethet.

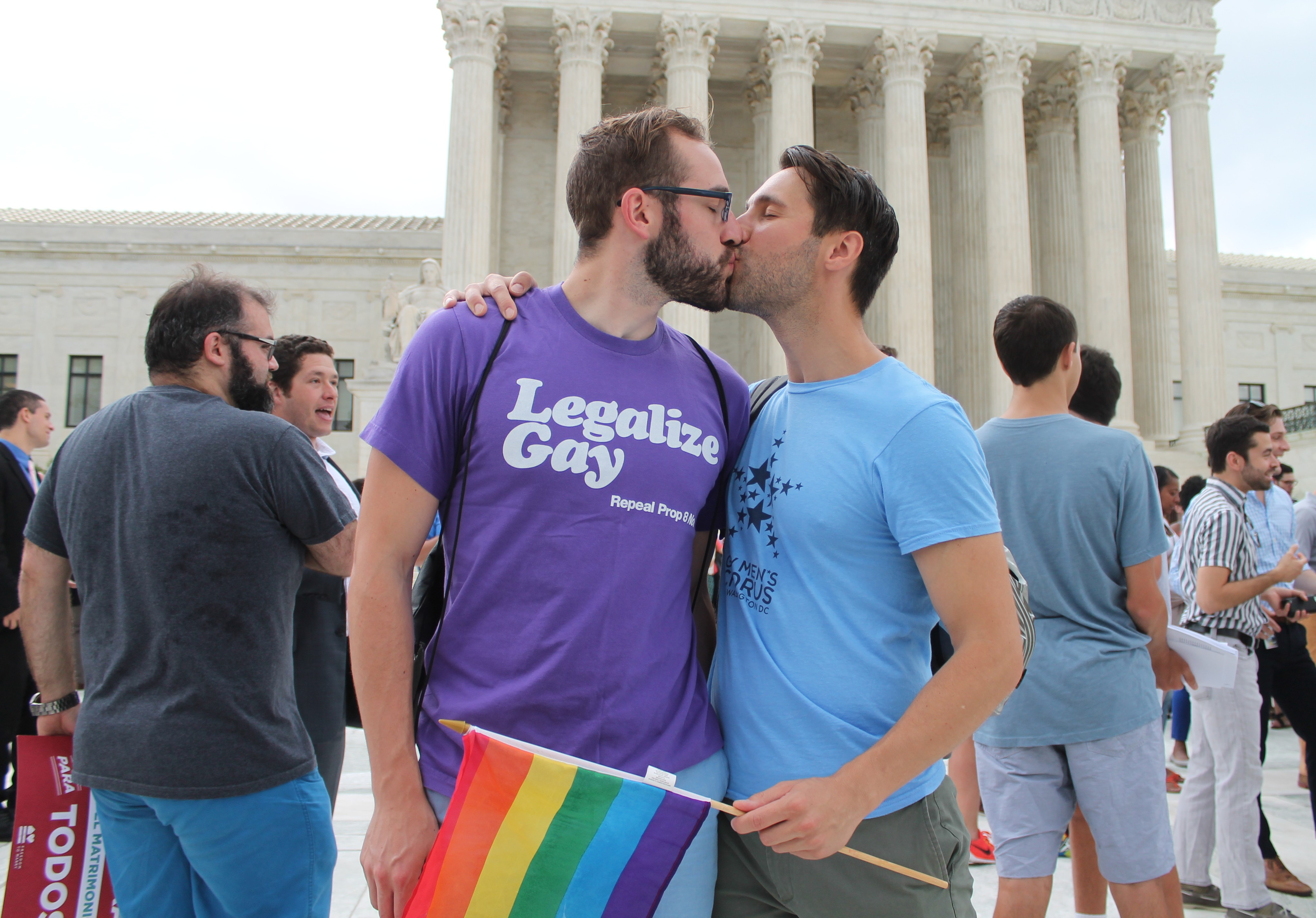
LMBT aktivista pár demonstrál az azonos neműek házasságáért

A támogatók ezzel szemben azzal érvelnek, hogy egy demokratikus jogállamban az állam a vallási elvektől függetlenül kell, hogy működjön. Az egyes felekezetek eldönthetik, hogy milyen párkapcsolatokat részesítenek előnyben, de ezen elveiket nem kényszeríthetik az egész társadalomra. A hagyomány önmagában szintén nem érv politikai kérdések eldöntésében, ezen az alapon a nőknek még ma sem lenne választójoguk. Szintén problémás a többségi véleménnyel érvelni, hiszen az egyrészt – részben a törvények változását követve – változhat, másrészt alkotmányos demokráciákban a többségi elv és az alapvető emberi jogok csak összhangban érvényesülhetnek, a többségnek sincs joga az alapvető jogokat korlátozni. Ráadásul számos országban ma már többségben vannak az azonos neműek házasságának támogatói. Az azonos neműek házasságkötése nem venne el semmit a heteroszexuálisoktól, attól, hogy a melegek és leszbikusok is házasságot köthetnek, nem csökkenne a házasságok száma, sőt, az új lehetséges házasságok miatt még nőne is. Az, hogy egy kapcsolatból nem születhet gyerek, a heteroszexuálisok esetében sem jelenti a házasság akadályát, hiszen meddő és idős emberek is házasságot köthetnek. Az azonos nemű párok ráadásul ugyanúgy nevelhetnek gyereket, a népesség számának alakulása iránt aggódó embereknek inkább a melegek és leszbikusok gyermekvállalásának megkönnyítése, az örökbefogadás, a közös felügyelet és a mesterséges megtermékenyítés támogatása lenne a feladatuk. Az, hogy nem minden homoszexuális kötne házasságot, még nem érv amellett, hogy azok se köthessenek, akik viszont szeretnének. Az azonos neműek házasságának törvényes elismerése ráadásul a homoszexuálisok körében is felértékelné a hosszú távú és monogám párkapcsolat jelentőségét. Az azonos neműek házasságában semmi olyan nincs, ami különösen alkalmassá tenné a visszaélésekre, aki ilyen célból kötne házasságot, azt különböző nemű személlyel kötött házasság keretében is megteheti. Az azonos neműek házasságának tilalma ráadásul súlyos, törvények szintjén létező diszkrimináció, amely ellentmond mind a hátrányos megkülönböztetés tilalmának, mind az egyenlő emberi méltóság alkotmányos alapelvének. Számos szakmai szervezet (pl. az Amerikai Pszichológiai Társaság) az azonos neműek házasságát támogató álláspontra helyezkedett.

## Nemzetközi helyzet
A házasság intézménye az azonos nemű párok számára az alábbi országokban érhető el:

Azonos neműek házassága
Házasság
Külföldi házasságok elismerve
Bejegyzett vagy de facto élettársi kapcsolat
Korlátolt föderális szintű elismertség
Együttélés nincs elismerve

Az azonos nemű párok jogi elismerése Európában
Házasság
Bejegyzett élettársi kapcsolat
De facto élettársi kapcsolat
Együttélés nincs elismerve vagy nincs információ
A házasság alkotmányban tiltott

- Amerikai Egyesült Államok
- Andorra
- Argentína
- Ausztrália
- Ausztria
- Belgium
- Brazília
- Chile
- Costa Rica
- Dánia
- Dél-afrikai Köztársaság
- Ecuador
- Egyesült Királyság
- Észtország[3]
- Finnország
- Franciaország
- Görögország
- Hollandia
- Izland
- Írország
- Kanada
- Kolumbia
- Kuba[4]
- Liechtenstein
- Luxemburg
- Málta
- Mexikó
- Nepál
- Németország
- Norvégia
- Portugália
- Spanyolország
- Svédország
- Svájc
- Szlovénia
- Tajvan
- Thaiföld
- Új-Zéland
- Uruguay

## A házasság alternatívái
Számos ország elismerte, hogy az azonos neműek párkapcsolata is érdemes a törvényi elismerésre, ám különböző okokból (hagyomány, népszerűtlenség) nem a házasság intézményének megnyitásával, hanem más intézmények átalakításával, újak bevezetésével próbálták rendezni a problémát.

### Élettársi kapcsolat
Az egyik ilyen lehetőség az élettársi kapcsolat kiterjesztése az azonos nemű párokra, illetve az élettársi kapcsolat jogkövetkezményeinek bővítése. Az élettársi kapcsolat intézményét számos ország elismeri, jelentősége abban áll, hogy egyre több pár választja a formális házasság helyett a „papírok nélküli” együttélést. Korábban az élettársi kapcsolat feltétele volt a felek különneműsége. Az azonos nemű párkapcsolatok elismerésének első lépése tehát ezen korlátozás megszüntetése volt. Az élettársi kapcsolat létrejöttéhez semmilyen hivatalos bejelentésre vagy eljárásra nincs szükség, az a felek de facto együttélésével automatikusan jön létre. Az élettársi kapcsolat általában jóval kevesebb joggal és kötelezettséggel jár, mint a házasság vagy a bejegyzett élettársi kapcsolat. Így például automatikusan megszűnik, ha a felek különköltöznek, jogi következményei is szűkebbek, mint a másik két intézménynek. További probléma, hogy mivel az élettársi kapcsolat létrejötte nem kötődik hivatalos bejegyzéshez, hanem a felek tényleges együttélésével jön létre, jóval nehezebb fennállását hivatalosan igazolni, bizonyítani.
A nem formális jogi aktussal (bejegyzéssel) létrejövő, hanem pusztán tényhelyzeten (a felek érzelmi kapcsolatán és együttélésén) alapuló élettársi kapcsolatot szokás de facto élettársi kapcsolatnak is nevezni (spanyol nyelvterületen: uniones de hecho, portugál nyelvterületen: uniões de facto, olasz nyelvterületen: unioni di fatto). Angol nyelvterületen erre az együttélési formára általában a domestic partnership kifejezés használatos.
Az azonos neműek (de facto) élettársi kapcsolatát a különböző nemű párok élettársi kapcsolatával azonos értékűnek ismerik el mindenütt, ahol létezik az azonos nemű párok számára is hozzáférhető bejegyzett élettársi kapcsolat vagy házasság. Ezen túl van számos olyan ország, amely ugyan sem a házasság intézményét nem nyitotta meg az azonos nemű párok előtt, sem a bejegyzett élettársi kapcsolat intézményét nem vezette be, azonban a különböző nemű párok élettársi kapcsolatával azonos értékűnek ismeri el az azonos nemű párok de facto élettársi kapcsolatát, ez a helyzet például Izraelben.

### Bejegyzett élettársi kapcsolat
Az élettársi kapcsolattól jelentősen különbözik a bejegyzett élettársi kapcsolat, amelynek létrejöttéhez a házassághoz hasonlóan szükséges a felek szándékának hatóság általi bejegyzése, és megszűnéséhez is a regisztráció törlésére van szükség (a különköltözés önmagában nem szünteti meg). A bejegyzett élettársi kapcsolathoz általában az élettársi kapcsolathoz képest többletjogosítványok kapcsolódnak, többek között a vagyonjog, a tartás, a lakáshasználat, az öröklés, az adózás és az örökbefogadás területén.
Több országban a bejegyzett élettársi kapcsolat szinte minden tekintetben egyenlő a házassággal, csak elnevezésében más (például Egyesült Királyság, Dánia). Ebben az esetben bejegyzett élettársi kapcsolatot általában csak azonos nemű párok köthetnek, hiszen a házasság ugyanilyen jogkövetkezménnyel jár a heteroszexuális párok számára. Más országokban a bejegyzett élettársi kapcsolat egy olyan köztes intézmény, amely szorosabb kapcsolat ugyan mint az élettársi kapcsolat, de a házassághoz fűzött jogkövetkezményeknek csak egy része kapcsolódik hozzá, és általában könnyebb felbontani is (például Franciaország). Mivel ezen országokban a bejegyzett élettársi kapcsolat nem csak nevében, de tartalmában is eltér a házasságtól, jogos elvárás, hogy heteroszexuális párok is választhassák, ha nem kívánnak házasságot kötni, de élvezni akarják a bejegyzett élettársi kapcsolat nyújtotta jogosítványokat.
A bejegyzett élettársi kapcsolatra angol nyelvterületen jellemzően a civil union vagy a civil partnership kifejezés használatos. Német, skandináv és finn nyelvterületen a "bejegyzett élettársi kapcsolat" kifejezés szó szerinti megfelelői használatosak (eingetragene Partnerschaft, registreret partnerskab, rekisteröidystä parisuhteesta stb.). Utóbbi terminológiát követi Magyarország mellett a többi kelet-közép-európai ország is (Csehország, Szlovénia), valamint az Európai Unió joganyaga is.
A bejegyzett élettársi kapcsolat intézménye az azonos nemű párok számára az alábbi országokban érhető el: 
- Bolívia
- Egyesült Királyság: Kajmán-szigetek, Bermuda
- Ciprusi Köztársaság
- Csehország
- Horvátország
- Lettország
- Litvánia
- Magyarország
- Monaco
- Montenegró
- Olaszország
- San Marino

## Az azonos neműek házassága Magyarországon
Magyarországon az Alaptörvény és a Polgári törvénykönyv. értelmében házasságot csak egy nő és egy férfi köthet. Az azonos nemű párok együttélését élettársi kapcsolatnak ismeri el. 1996 előtt élettársi kapcsolat csak különböző nemű személyek között jöhetett létre, ám az Alkotmánybíróság egy 1995-ben hozott döntésével ezt a szabályt diszkriminatívnak ítélte, és a törvény megváltoztatását írta elő. A magyar élettársi kapcsolat meglehetősen laza kapcsolatot jelent, még több évtizedes együttélés után sem kapcsolódnak hozzá olyan jogok mint a törvényes öröklés, és tartás vagy lakáshasználat csak abban az esetben jár, ha az élettársi kapcsolatból közös gyermek született.
Az Országgyűlés 2009. április 20-án fogadta el a bejegyzett élettársi kapcsolatról szóló 2009. évi XXIX. törvényt. Eszerint két azonos nemű személy anyakönyvvezető előtt bejegyzett élettársi kapcsolatot köthet. A bejegyzett élettársi kapcsolatra néhány eltéréssel a házasságra vonatkozó szabályokat kell alkalmazni. A legfontosabb különbségek, hogy a bejegyzett élettársak nem vehetik fel egymás nevét, nem fogadhatnak közösen örökbe és nem vehetnek részt mesterséges megtermékenyítésben.
A törvény elfogadására azután került sor, hogy az Alkotmánybíróság alkotmányellenesnek találta és ezért megsemmisítette a 2007. évi CLXXXIV törvényt. Az Alkotmánybíróság azt sérelmezte, hogy a korábbi törvény azonos és különböző nemű párok számára is lehetővé tette volna bejegyzett élettársi kapcsolat létesítését. Mivel a házasság és a bejegyzett élettársi kapcsolat nagyon közeli jogintézmények, a heteroszexuális párok esetében ez a házasság intézményének megkettőzését jelentette volna. Azonos nemű párok számára azonban egy, a házassággal azonos vagy közel azonos jogokat biztosító bejegyzett élettársi kapcsolat nem csak, hogy alkotmányos, de egyben az Alkotmányból levezethető követelmény.

### A közvélemény alakulása
Az azonos nemű párok házasságának engedélyezéséről több közvélemény-kutatás is készült Magyarországon az elmúlt években: a felmérések az azonos neműek házasságának növekvő támogatottságát mutatják. Az Eurobarometer 2006 decemberében közzétett felmérése szerint a magyarok 18% értett egyet azzal a kijelentéssel, hogy „Engedélyezni kéne a homoszexuálisok házasságkötését”. A Medián 2007 júliusában végzett felmérése szerint a lakosság 30%-a támogatja az azonos nemű párok házasságát. A MASMI 2007 decemberében közzétett adatai szerint a népesség 35%-a engedélyezné, hogy a homoszexuálisok megházasodjanak. A Szonda Ipsos 2009 szeptemberében végzett kutatása szerint az azonos nemű párok bejegyzett élettársi kapcsolatát a magyarok 58%-a támogatja. A Szonda Ipsos 2023-as felmérése alapján 47 százalékra nőtt az azonos nemű párok házasságát támogató magyarok aránya.

## Lásd még
- Homoszexualitás
- LMBT-törvények listája
- Azonos nemű párok gyermekvállalása